# Cyrille de Vignemont
Cyrille de Vignemont est un photographe et réalisateur français, né le 27 décembre 1970 à Paris (France),.

## Biographie

### Jusqu'en 1990
Se passionnant pour l'informatique dès l'enfance, il est repéré par Apple et crée le logiciel Remember qui est commercialisé à la sortie du premier Macintosh en 1984. Il apparaît alors dans les médias, notamment en compagnie de Steve Jobs, et interviewe le président de la République aux côtés d’Yves Mourousi sur TF1 en 1985,. Sous l'impulsion de François Mitterrand, il occupe ensuite des postes de conseiller, notamment comme chargé de mission sur les nouvelles technologies au ministère du Plan durant la première cohabitation, alors qu'il est encore mineur,,. En 1988, il écrit Je n'irai pas jouer ailleurs !, un essai sur l'informatique et les technologies de l'information entrecoupé d'anecdotes personnelles, publié par les éditions Robert Laffont. L'année suivante, après avoir donné une conférence au World Economic Forum de Davos, il disparaît de la sphère publique.

### 1990 à 2005
Il passe les années suivantes à voyager, vit notamment à New-York dans le milieu de l'art contemporain. À partir de 2002, il emporte avec lui dans ses voyages un appareil argentique avec lequel il commence à photographier des sujets que l’on retrouvera plus tard dans son travail de plasticien.

### Depuis 2005
En 2005, ses premiers travaux sont présentés sous le pseudonyme de Danakil au palais de Tokyo, dont la direction artistique est alors assurée par Jérôme Sans et Nicolas Bourriaud.
Alors qu'ils sont responsables de la Biennale d'art contemporain de Lyon, ils lui demandent ensuite de réaliser le film annonce de celle consacrée à l'Expérience de la durée.
De 2006 à 2007, ses photographies sont sélectionnées par French Art Is Not Dead avec les œuvres de sept autres plasticiens pour représenter l'avant-garde française en Europe, son exposition Le désespoir de ceux qui ont tout / The desperation of those who have everything est présentée dans ce cadre en Europe,.
En 2008, le Museum Of Contemporary Art de Shanghai expose une installation vidéo et une de ses séries de photographies, d'autres expositions de son travail ont lieu en Europe, et en Asie, soutenu par Agnès B., il participe également à l'exposition Teen/Spirit à Melbourne,.
De 2009 à 2011, il reçoit le Antville Best New Director Award grâce à sa vidéo Antibodies pour Poni Hoax, sa vidéo Milk Teeth pour Mohini Geisweiller gagnant quant à elle le Antville Best Narrative Award, il obtient également le prix décerné par Saatchi and Saatchi durant le Cannes Lions International Advertising Festival,.
De 2012 à 2013, ses photographies sont exposées dans le cadre de Art Basel,,.
Il réalise des publicités pour Amnesty International, et les marques Isabel Marant, Chanel, et Converse,,. Sa vidéo Cold Win pour Ghostpoet est primée au festival Camerimage.
De 2014 à 2015, son travail est présenté à l'American Film Institute de Los Angeles et le MoMA PS1 de New York l'inclut dans sa liste des cinq artistes contemporains à suivre pour les années à venir,,.
En 2022 il est choisi pour la couverture de Remember Summer, ouvrage publié par Somewhere qui regroupe quatorze photographes internationaux autour de la thématique de l’été, sa série inédite de trente pages intitulée In Summer's Arms est ensuite déclinée en Jeton non fongible dans le cadre de la collection Invincible Summer,.

## Œuvres
- Cyrille de Vignemont, Je n'irai pas jouer ailleurs !, Paris, Robert Laffont, 1988, 130 p. (ISBN 2-221-05641-8)